# Nokturny op. 15 (Chopin)
Nokturny op. 15 (nr 1 – F-dur (1830–1831), nr 2 – Fis-dur (1830–1831) i nr 3 – g-moll (1833)) – trzy nokturny skomponowane przez Fryderyka Chopina w latach 1830-33. Zbiór nokturnów ukazał się w grudniu 1833 roku jednocześnie w Paryżu i w Lipsku.

## Nokturn F-dur op. 15 nr 1
Nokturn powstał w latach 1830–1831. Składa się z trzech części ujętych w formę repryzową, podobnie jak dwa nokturny z opusu 9. Część środkowa, utrzymana w tonacji f–moll, wyraźnie kontrastuje z częściami skrajnymi. Muzykolog i kompozytor Hugo Leichtentritt określił ją mianem "nawałnicy".  Chopin przeciwstawił tu, jak pisze Leichtentritt „idyllę dźwięków, jasną, delikatną i miłą, prześwietloną słońcem – nawałnicy, która wybucha nagle z gwałtownością i siłą”. Część trzecia jest wiernym powtórzeniem pierwszej (co jest u Chopina rzadko spotykanym rozwiązaniem), kompozytor chce tylko, by była grana sotto voce (część pierwszą zaleca grać cantabile, semplice i tranquillo).
Temat pierwszej części utworu został wykorzystany w transkrypcji Auguste'a Franchomme'a oraz zinstrumentowany przez Aleksandra Głazunowa w utworze Chopiniana.

## Nokturn Fis-dur op. 15 nr 2
Utwór trzyczęściowy, z kontrastującą częścią drugą, uważany przez pierwszych monografistów Chopina za jeden z najpiękniejszych wczesnych nokturnów Chopina. Tadeusz Zieliński o głównym temacie utworu pisał, że jest „pełną słońca, kwiecistych kolorów i błogiego, leniwego spokoju”, i tworzy muzykę o brzmieniu „ciepłym i miękkim jak aksamit”.
Z kolei Jan Kleczyński, uczeń Marceliny Czartoryskiej, w książce wydanej w 1883 r., zatytułowanej Chopin w celniejszych swoich utworach pisze o części środkowej „pełnej niepokoju”: „Jej cichy i namiętny początek, jej gwałtowne – lubo krótkie – crescendo, jej nagły spadek do pianissima, czynią z niej jakby burzliwy nawias w cichym i spokojnym wylaniu młodzieńczej duszy. Temat pierwszy wraca – pisze dalej – a z nim spokój i elegancja wykwintnemu właściwa Chopinowi...”

## Nokturn g-moll op. 15 nr 3
Powstawał w latach 1830–1833. Zajmuje ważne miejsce na ścieżce dźwiękowej „Łowcy jeleni (The Deer Hunter)" (1978, reż. Michael Cimino), podkreślając rytuał przejścia.